# Under Scan
Under Scan er et offentligt interaktivt kunstværk lavet af Rafael Lozano-Hemmer. Værket blev ud af 90 værker udvalgt med det formål at gøre kulturelle kvarterer i Derby, Leicester, Lincoln, Northampton og Nottingham mere aktive.
Under Scan arbejder med, at få forbipasserende personer til at interagere med portrætter projekteret på jorden. 1000 portrætter af lokale personer fra de førnævnte byer bliver på en større offentlig plads projekteret ned på jorden i den forbipasserendes retningsbane. Pladsen, hvor portrætterne bliver projekteret, er imidlertid kraftigt oplyst af en enorm projektør, hvilket bevirker at portrætterne ikke umiddelbart er synlige. De forbipasserende personer skaber, på grund af denne kraftige belysning, skygger på pladsen, hvilket gør det muligt at se portrætterne, når personen placerer sin skygge over disse portrætter. Hvis den forbipasserende lader sin skygge falde, så skyggen dækker portrættet, begynder portrættet, at bevæge sin krop og hoved så det kigger direkte på den forbipasserende. Når den forbipasserende mister interessen, og hans skygge ikke længere dækker over portrættet, mister portrættet på samme vis interessen for den forbipasserende og drejer hovedet væk og forsvinder fra pladsen. Værket skulle forhåbentlig åbne for en række interaktionsmuligheder mellem værk og forbipasserende samt mellem de forbipasserende. 

## Portrætterne
Portrætterne der skulle bruges i Under Scan blev filmet af lokale videografikere og producere, som brugte flere dage på at optage de 1000 portrætter af personer fra Derby, Leicester, Lincoln, Northampton og Nottingham. Gruppen af personer der blev portrætteret var en blanding af vidt forskellige folk: studenter, dansere, skuespillere og alle mulige andre typer af folk som var villige til at participere. Personerne blev filmet oppefra, mens de lå på ryggen og måtte agere stort set som det passede dem, blot var det et krav, at de mindst én gang kiggede ind i kameraet.

## Teknisk
Teknisk består værket af en række computere, en kæmpe projektør, 14 computerprojektorer og et overvågningskamera. Projektøren bruges til at lyse pladsen op, og de 14 computer projektorer bruges til at projektere portrætterne på jorden. Når en person bevæger sig ind på den oplyste plads, regner en computer, ved hjælp af input fra overvågningskameraet, ud hvor personen vil være i fremtiden og placerer et portræt i personens retningsbane. Da der er 14 computerprojekterer, som hver har sin egen videocomputer, er det muligt at have 14 portrætter projekteret på jorden samtidigt. Computerprojektorerne har desuden mulighed for at bevæge sig, hvilket gør det muligt at projekterer portrætter hvor som helst på pladsen.
Været afslører desuden hver 7. minut, hvordan det overvåger personerne og placerer et portræt i deres retningsbane.